# Чунь Ли
Чунь-Ли (яп. チュン・リー Тюн Ри:, кит. трад. 春麗, англ. Chun-Li) — вымышленный персонаж, одна из центральных героинь серии игр Street Fighter; первый играбельный персонаж женского пола в жанре файтинг.

## Концепция персонажа

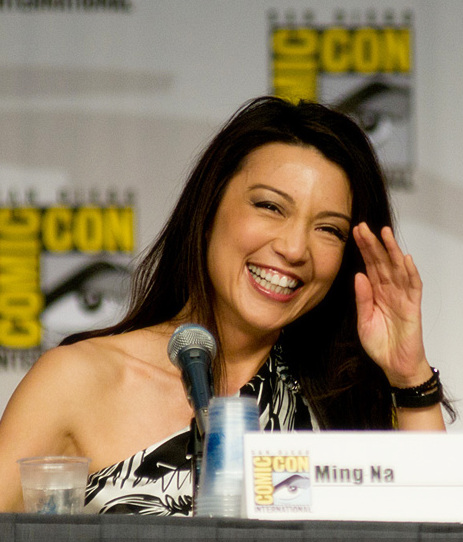
Минг-На Вен сыграла роль Чунь-Ли в фильме 1994 года

Чунь-Ли является первым персонажем-женщиной в истории файтингов. Впервые была представлена во второй игре франшизы Street Fighter II. Вместе с тем Чунь-Ли — одна из первых женщин-персонажей видеоигр, образ которой далёк от девы в беде.
Один из руководителей команды разработчиков Street Fighter II Акира Ниситани так прокомментировал её появление:
Прежде в видеоиграх-файтингах не было персонажей-женщин. И я захотел, дабы этой женщиной стала Чунь-Ли. Китай же подошёл в качестве её родины
.Оригинальный текст (англ.)Previously there were no women in fighting games. In Chun Li's case, I wanted a woman in the game. Then China just came up as a possible homeland

### Имя
Имя Чунь-Ли состоит из китайских иероглифов чунь (кит. трад. 春 — весна) и ли (кит. трад. 麗 — красота), таким образом её имя переводится как Прекрасная Весна. Фамилия Чунь-Ли, по некоторым сведениям, — Чан. В фильме 1994 года Чунь-Ли дали фамилию Сян (Xiang), а в фильме «Стритфайтер» — Хуан (Huang), однако Capcom не признали этого и официально не озвучили настоящую фамилию персонажа.

### Личность
Чунь-Ли представляет собой девушку с обострённым чувством справедливости. Она очень умна и догадлива. Вместе с тем, первоначально ею также двигало чувство мести: она желала отомстить за отца. По мере развития сюжета франшизы показываются изменения и рост характера героини. Она становится сэнсэем для детей и обучает их не только боевым искусствам, но и философии. Критики часто отмечают, помимо её боевых способностей, навыки агента и следователя, способного говорить на нескольких языках, и блестящие актёрские данные, вместе с тем очаровательную и довольно красивую внешность.

## Боевой стиль
Чунь-Ли не самый выносливый персонаж игры, вместе с тем у неё не самые сильные удары, однако её главной боевой составляющей наряду с Вегой является скорость. Согласно биографии, Чунь-Ли является экспертом китайских боевых искусств кэмпо, которыми начала заниматься с пяти лет. Первоначально она обучалась тайцзицюань, но со временем стала изучать китайский бокс саньда, бразильскую капоэйру, тхэквондо и карате, успешно сочетая стили. Работа в Интерполе помогла развить её владение огнестрельным оружием, в официальной биографии сказано, что Чунь-Ли заняла 6-е место в международном состязании по стрельбе.

## Дизайн

### Одежда

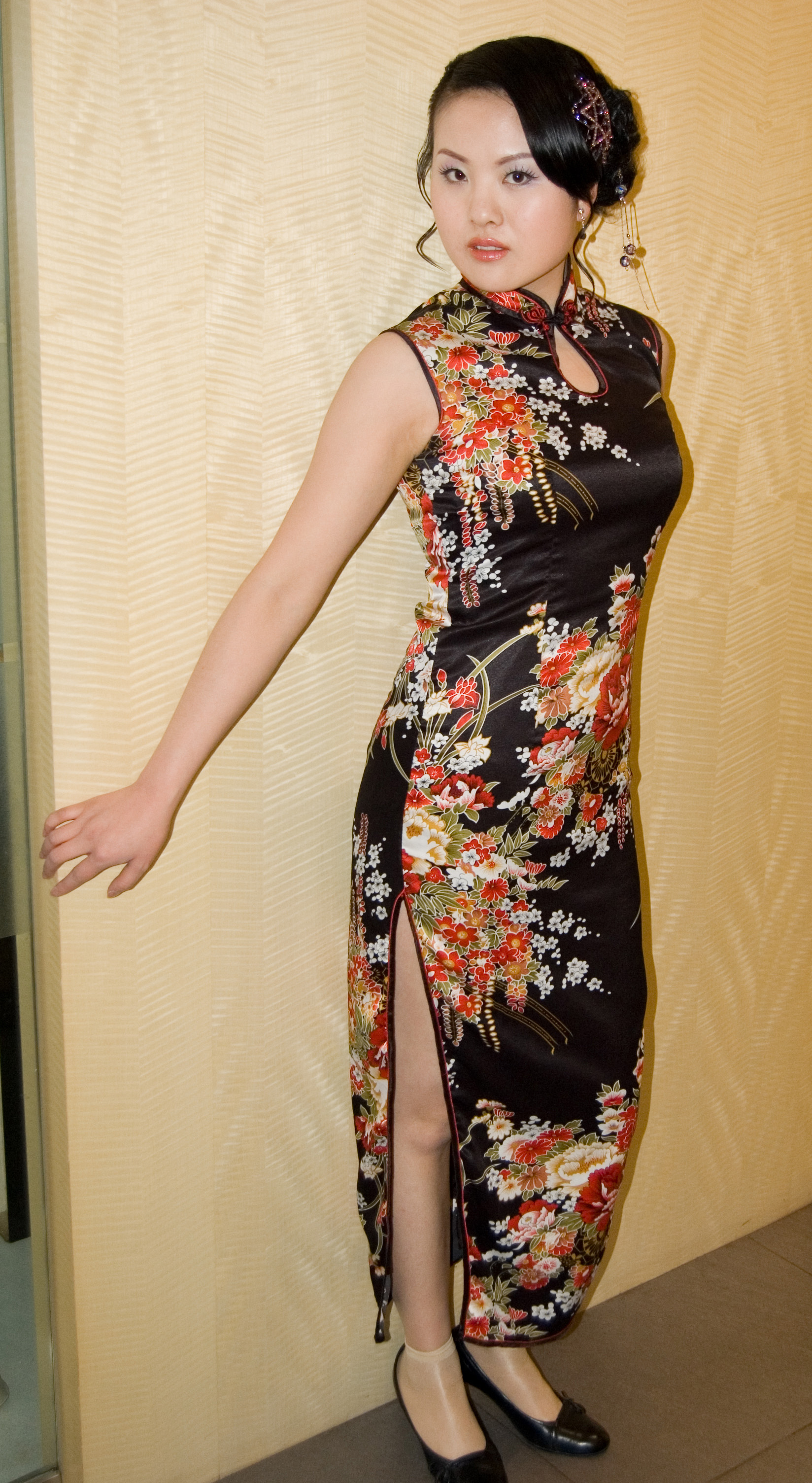
Ципао — традиционное китайское платье, которое носит героиня

Оданго — традиционная китайская причёска; один из атрибутов Чунь-Ли

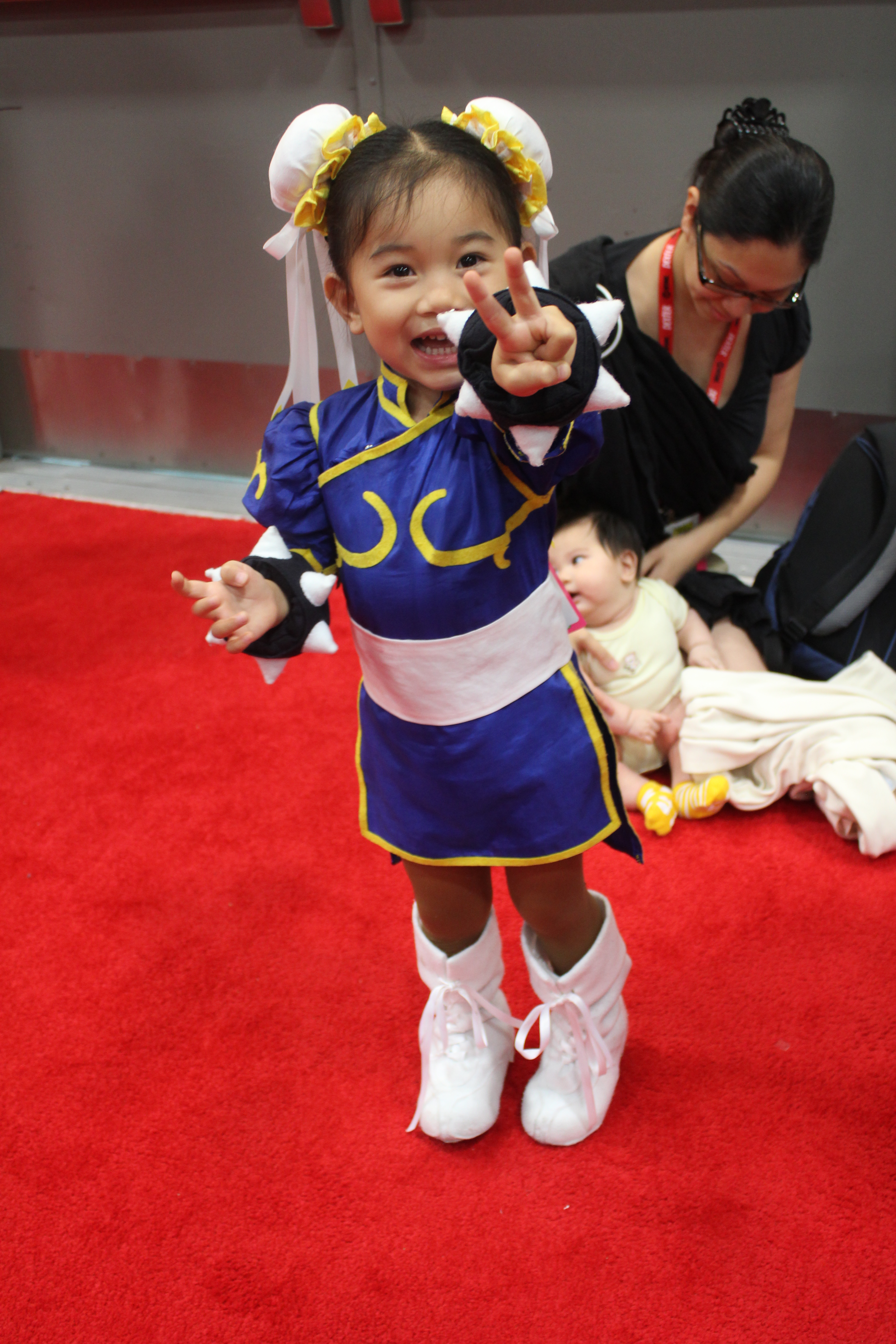
Косплей на Comic-Con International в 2011 году

Начиная с её первого появления в Street Fighter II и далее в последующих играх франшизы Чунь-Ли показана одетой в традиционное китайское платье ципао. В первых версиях Street Fighter II Чунь-Ли носит красное ципао, в последующих версиях игры и далее она носит синее ципао. Ципао для персонажа было изменено и модифицировано для большей эффективности, так как в реальности ципао стесняло бы движения, которые используют в боевых искусствах. Кроме платья неотъемлемым составляющим в одежде Чунь-Ли стали военные ботинки белого цвета, а также коричневые колготки.

### Внешность
Другой её особенностью является причёска в форме пучков по обеим сторонам головы — так называемых оданго, связанных длинными ленточками либо свёрнутых в платки. Запястья персонажа украшены шипастыми браслетами. В подсерии Alpha Чунь-Ли носит китайский акробатический костюм, состоящий из облегающего комбинезона, жилетки и кроссовок.
Яркой особенностью Чунь-Ли являются её большой рост атлетическое телосложение, граничащее с маскулинностью, однако чаще всего особенно мускулистыми изображаются её ноги, что объясняется её боевым стилем, использующим множество приёмов ногами. В Street Fighter Alpha она показана в одежде без рукавов, и в глаза бросается мускулистость рук более крупная, нежели у других персонажей-женщин серии. Многие художники чаще всего изображают Чунь-Ли более миниатюрной, что ближе соответствует физиологии китайцев, но не упускают из виду мускулистость её ног.

### Вымышленная биография
В Street Fighter Alpha 2 была представлена история Чунь-Ли, которая оказывается является агентом Интерпола, расследующим деятельность террористической организации «Шадалу», во главе которой стоит М. Байсон. На деле у девушки есть ещё и мотивы личной мести «Шадалу» за смерть её отца. В Street Fighter Alpha 3 Чунь-Ли объединяет силы с офицерами ВВС США Чарли и Гайлом. Вместе они смогли нанести сильный удар по базам «Шадалу», существенно ослабив террористов. В Street Fighter II Чунь-Ли узнаёт, что её заклятый враг Байсон выжил, но попал в руки к безумному воину Акуме. В событиях Street Fighter IV Чунь-Ли вынуждена снова влиться в ряды Интерпола, узнав от Гайла, что «Шадалу» не уничтожена. Она и Гайл объединяются с Кэмми, Абелем и Геном. На этот раз её противником снова выступает Вега, который чуть не убил её во время событий Street Fighter II. В Street Fighter III: 3rd Strike она работает уже в полиции, а также обучает детей боевым искусствам.

## Киноэкранизация
Впервые Чунь-Ли показана в качестве персонажа игрового кино в исполнении Джеки Чана в фильме «Городской охотник». По сюжету, террорист Ким (Гэри Дэниелс) атакует Рё Саэбу (Джеки Чан), и тот падает на игровой автомат Street Fighter II. Его бьёт током, после чего он видит Кима в образе Кена. Ким наносит серию ударов, как Кен, и Рё падает на другой автомат, после чего превращается сначала в сумоиста Хонду (Ким его вновь побеждает), а после из автомата появляются два Рё в образах полковника Гайла и йога Дхалсима. В конце концов Ким побеждает и их, после чего Рё появляется в образе Чунь-Ли и побеждает Кима, используя характерные приёмы героини.
Чунь-Ли в исполнении Минг-На Вен является второстепенным персонажем фильма Стивена дэ Соузы «Уличный боец». В фильме озвучивается её фамилия Сян. По сюжету она работала репортёром под прикрытием, снимающим сюжет про «Шадалу», на деле она таким образом по заданию Интерпола проникла в организацию, чтобы уничтожить «Шадалу» и Байсона, который некогда убил её отца. Она в резких отношениях с Гайлом из-за методов работы, которые у них разнятся. Первая узнаёт о том, что Гайл жив, заранее нацепив «жучок» на его тело.
Чунь-Ли в исполнении Кристин Лауры Крук является главным героем фильма 2009 года «Стритфайтер» польско-американского режиссёра Анджея Бартковяка. В этом фильме её фамилия Хуан.

## Отзывы и критика
Чунь-Ли периодически появляется в различных статьях печатных и сетевых изданий. Она входит в число самых узнаваемых персонажей видеоигр согласно Книге рекордов Гиннесса.
- Входит в рейтинг «Top 10 горячих девочек из видеоигр» издания Gamemag[11].
- Занимает 85-е место в рейтинге «100 героев видеоигр» по версии издания Gamesradar[12].